# 傑伊 (緬因州)
傑伊（英語：Jay）是一個位於美國緬因州富蘭克林縣的市鎮。

## 人口
根據2020年美國人口普查的數據，傑伊的面積為127.43平方千米，當中陸地面積為125.30平方千米，而水域面積為2.13平方千米。當地共有人口4620人，而人口密度為每平方千米36人。